# Matcha
Matcha (抹茶 (Mạt trà) tiếng Nhật: [mat.tɕa], /ˈmætʃə/ hoặc /ˈmɑːtʃə/) hay mạt trà là phần bột nghiền mịn của lá trà xanh được trồng và chế biến đặc biệt, được tiêu thụ theo truyền thống tại Đông Á. Mạt trà nguyên bản có màu nâu, được sử dụng trong lối pha Điểm trà xuất phát từ Trung Quốc, sau đó lan sang Việt Nam, Nhật Bản.
Ngày nay, điều đặc biệt từ khía cạnh canh tác và chế biến: những cây trà xanh được sử dụng cho matcha được trồng trong bóng râm trong ba đến bốn tuần trước khi thu hoạch, và phần thân và gân lá được loại bỏ trong quá trình chế biến. Trong quá trình sinh trưởng dưới bóng râm, cây Camellia sinensis sản sinh ra nhiều theanine và caffeine. Dạng bột của matcha được tiêu thụ khác với lá trà hoặc trà túi lọc, vì nó lơ lửng trong chất lỏng, điển hình là nước hoặc sữa.

Nguồn gốc của matcha đến từ Trung Quốc, nhưng nó đã được biết đến trên toàn thế giới từ Nhật Bản và thường được gọi là "Matcha", phiên âm của tiếng Nhật tại Châu Âu và Hoa Kỳ.
Các nghi thức trà truyền thống của Nhật Bản tập trung vào các công đoạn chuẩn bị, phục vụ và thưởng thức matcha dưới dạng trà nóng, biểu hiện một sự tĩnh tại trong tinh thần. Trong thời hiện đại, matcha cũng được sử dụng để tạo hương vị và tạo màu các loại thực phẩm như bánh mochi và mì soba, kem trà xanh, latte matcha, nhiều loại bánh kẹo như wagashi của Nhật Bản.
Matcha được sử dụng trong các nghi lễ được gọi là cấp độ nghi thức, nghĩa là bột trà có chất lượng đủ tốt để được sử dụng trong trà đạo. Matcha chất lượng thấp hơn được gọi là cấp ẩm thực, nhưng không có định nghĩa hoặc yêu cầu tiêu chuẩn công nghiệp tồn tại cho matcha.

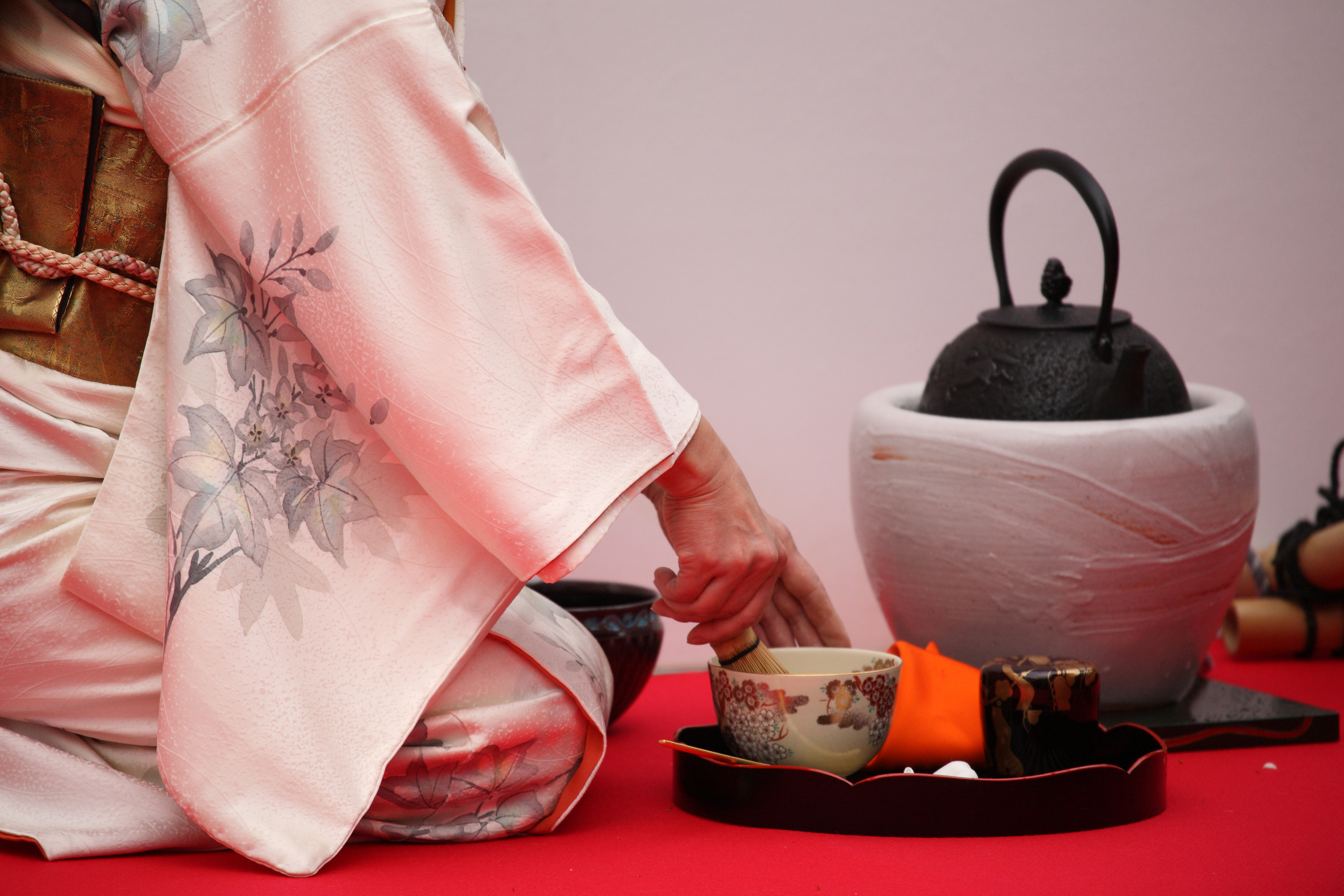

Ngoài ra loại thương phẩm này có tên thơ mộng là trà minh (茶銘, "cha-mei") từ các đồn điền sản xuất, cửa hàng, hoặc người thợ pha chế, hoặc bởi bậc thầy lớn của một truyền thống trà cụ thể. Khi một hỗn hợp được đặt tên bởi bậc thầy lớn của dòng dõi trà đạo, nó được gọi là konomi của chủ nhân.
Trà matcha có rất nhiều công dụng như giúp làm căng mịn da, ngăn ngữa lão hóa làn da, giúp loại bỏ các chất bẩn, bã nhờn trên da mặt, giảm thiểu sự hình thành của mụn trứng cá, các bệnh về da hư viêm da, hơn nữa còn giúp cơ thể thư giãn xả stress, giảm nguy cơ tiểu đường, ung thư....

## Lịch sử
Ở Trung Quốc dưới triều đại nhà Đường (618 - 907), lá trà được hấp và tạo thành những khối để bảo quản và buôn bán. Trà được pha chế bằng cách rang và nghiền thành bột, và bột trà thu được sẽ được pha bằng nước nóng, sau đó thêm muối. Trong triều đại nhà Tống (960-1279), phương pháp pha trà bột từ lá trà khô pha chế,
và chuẩn bị đồ uống bằng cách khuấy bột trà và nước nóng với nhau trong một cái bát trở nên phổ biến.
Quá trình chế biến và tiêu dùng bột trà đã được tạo dựng thành một nghi lễ của các Phật tử Chân hay Thiền. Luật lệ tịnh xá Chân sớm nhất còn sót lại, có tiêu đề Thiền Uyển Thanh Quy (Quy tắc thanh tịnh cho tịnh xá Chân, 1103), mô tả chi tiết nghi thức cho các nghi lễ trà đạo.
Thiền tông và phương pháp pha chế trà bột của Nhật Bản đã được nhà sư Eisai mang về Nhật Bản vào năm 11
91. Tại Nhật Bản, nó đã trở thành một vật phẩm quan trọng tại các tịnh xá Thiền và từ thế kỷ 14 đến thế kỷ 16 được đánh giá cao bởi các thành viên của giới thượng lưu trong xã hội. Mặc dù một thời gian, trà bột đã không phổ biến ở Trung Quốc, nhưng sự hồi sinh toàn cầu hiện đang diễn ra trong việc tiêu thụ matcha bao gồm cả ở Trung Quốc.

## Sản xuất

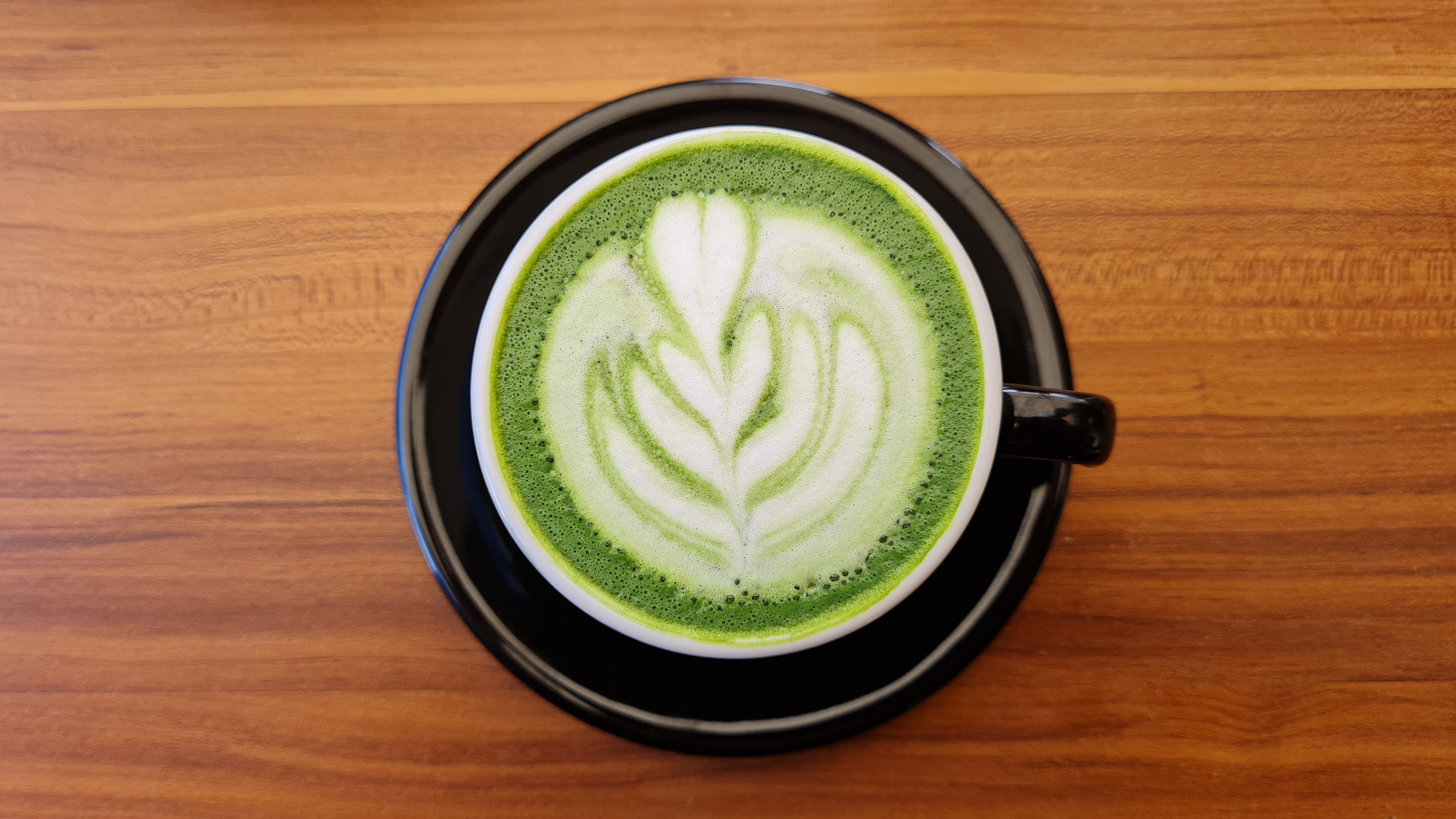

Matcha được làm từ lá trà được trồng trong bóng râm cũng được sử dụng để làm gyokuro. Việc chuẩn bị matcha bắt đầu vài tuần trước khi thu hoạch và có thể kéo dài đến 20 ngày, khi các bụi cây trà được che chắn để tránh ánh nắng trực tiếp.
Điều này làm chậm sự tăng trưởng, kích thích sự gia tăng nồng độ chất diệp lục, làm cho lá có màu xanh đậm hơn và tạo ra sự sản xuất amino acid, đặc biệt là theanine. Onchỉ có những búp trà ngon nhất được hái bằng tay. Sau khi thu hoạch, nếu lá được cuộn lại trước khi sấy khô như trong quá trình sản xuất  sencha , kết quả sẽ thu được trà gyokuro (ngọc bích). Tuy nhiên, nếu những chiếc lá được đặt phẳng cho khô, tuy nhiên nếu vỡ vụn một chút thì được gọi là tencha (碾茶). Sau đó tencha có thể được loại bỏ phần thân và gân lá và được nghiền thủ công bằng cối đá cho đến khi thành dạng giống bột tan, mịn, có màu xanh lá tươi sáng được gọi là matcha.
Nghiền lá là một quá trình mất nhiều thời gian vì đá dùng để xay không được quá nóng, kẻo mùi thơm của lá bị thay đổi. Có thể cần đến một giờ để xay 30 g matcha,

## Tencha
Tencha là tên của lá trà được sử dụng cho Matcha, trước khi lá được nghiền thành bột mịn. Hương vị Tencha, được ủ theo cách tương tự với Gyokuro, khá độc đáo, tinh khiết, quý phái và thanh lịch. Màu trà xanh nhạt, hương vị sâu lắng và êm dịu, và hương thơm quý phái tinh tế đọng lại trong miệng một lúc. Nó khác với cả Gyokuro và Matcha.
Lá trà Tencha được trồng theo cách tương tự như Gyokuro, nhưng được chế biến khác với Gyokuro. Lá trà cho Tencha và Gyokuro được trồng trong bóng râm trong 20 hoặc 30 ngày trước khi thu hoạch, do đó cả hai đều chứa nhiều Theanine, là nguồn gốc của hương vị mịn màng và êm dịu của nó. Lá trà tươi thu hoạch được hấp đầu tiên. Sau đó, trong trường hợp của Gyokuro, lá trà hấp được sấy khô và nhào bằng cách vò nát. Trái ngược với Gyokuro, lá trà Tencha đã hấp được sấy khô nhưng không được vò nát. Sau đó để làm Matcha, Tencha được nghiền thành bột mịn.
Tencha không được vò vì vậy trái ngược với Gyokuro hoặc Sencha. Thành tế bào của lá trà bị phá vỡ bởi quá trình nhào, do đó tất cả các yếu tố của Gyokuro và Sencha có thể dễ dàng được truyền vào nước. Chỉ có các yếu tố của hương vị thanh lịch tinh khiết được truyền. Và không giống như Gyokuro hay Sencha, không dễ để chiết xuất hương vị từ Tencha trong quá trình sản xuất bia. Chỉ Tencha cao cấp hoặc cao cấp nhất có thể ủ hương vị trong nước. Sự phát triển và chế biến đặc biệt của Tencha tạo ra hương vị thanh lịch độc đáo và tinh khiết của nó.
Tencha có thể được ủ theo cách tương tự như Gyokuro (cùng trọng lượng lá trà, cùng nhiệt độ và lượng nước, và thời gian chờ). Chỉ có một sự khác biệt là Tencha nhẹ hơn 50%, một nửa trọng lượng của lá trà Gyokuro hoặc Sencha. Vì vậy cần đặt khoảng hai lần (2x) nội dung hình khối của lá trà Tencha trong nồi trà Kyusu. Vì Tencha rất nhẹ, một số lá Tencha có thể nổi trên mặt nước và không bão hòa với nước. Khi đó cần ấn lá trà xuống nước để ngâm và trở nên bão hòa với nước.
Khi các nhà sản xuất trà mua hoặc đấu thầu Tencha từ nông dân, hoặc khi chế biến hoặc pha trộn Tencha, họ phải đánh giá từng trường hợp lá trà để kiểm tra quy trình trà thô (荒茶, "hoang trà"), quy trình hoàn thiện, điều kiện pha trộn, v.v. Để có thể nghiền được Tencha thành bột mịn đòi hỏi thời gian và sự chăm sóc tuyệt đối.
Ví dụ, phải mất một giờ để nghiền matcha 40g hoặc 70g (1.41oz hoặc 1.47oz). Ngoài ra, matcha không giữ được tươi lâu như Tencha. Một khi trà được nghiền thành Matcha, nó bắt đầu oxy hóa và mất đi hương vị tươi ngon của nó. Vì vậy, các nhà sản xuất trà có truyền thống đánh giá và đấu thầu trên lá trà Tencha, chứ không phải matcha. Những nhà sản xuất đánh giá chất lượng của matcha khi kết thúc quá trình, trước khi được gửi đến khách hàng. Ngay cả tại các cuộc thi trà có sự tham gia của các nhà sản xuất trà, trà được đánh giá ở dạng lá trà Tencha, không phải dạng bột matcha.

## Phân hạng
Trong thương mại, đặc biệt là bên ngoài Nhật Bản, matcha được bán trên thị trường theo "cấp độ" ngày càng tăng, cho thấy chất lượng.
Trong các quy định sau đây, " hạng nghi thức "Không được công nhận tại Nhật Bản;" hạng thực phẩm "hoặc" hạng ẩm thực "chắc chắn là.
- Hạng nghi thức chỉ định trà đủ chất lượng để sử dụng trong các nghi lễ trà, chùa Phật giáo. matcha sẽ được nghiền thành bột bằng các cối xay từ đá granit với giá thành cao (khoảng 100–140US$ cho 100 g). Người thưởng thức nếu không trải qua lớp học sẽ không có khả năng nhận biết sự khác biệt lớn giữa hai hạng trà nghi thức và cao cấp. Đặc trưng của hương vị chưa được phân loại chính thức để xác định rõ matcha thứ hạng cao nhất; một số loại có vị ngọt dễ thấy, một số có thể tương đối đắng với các đặc điểm khác để 'bù đắp'; bộ đầy đủ các tính chất thẩm mỹ như hương vị, màu sắc và kết cấu rất quan trọng trong việc phân loại matcha. Tất cả nhất thiết phải có chất lượng mới có thể tạo nên koicha (濃茶, nùng trà), "trà đặc" với tỷ lệ bột cao với nước, vì đây là hình thức trà tạo nên nghi thức trà đạo truyền thống.
- Hạng cao cấp là trà xanh matcha chất lượng cao có lá trà non từ ngọn của cây trà. Tầm giá rơi vào khoảng US$50–80 với 100 g. Đây là loại trà tốt nhất để sử dụng hàng ngày, đặc trưng là hương vị tươi, tinh tế, phù hợp với người mới uống.
- Hạng ẩm thực/dùng trong nấu ăn là loại có giá rẻ nhất trong tất cả ($15–40 cho 100 g). Thích hợp cho các mục đích nấu ăn, sinh tố, vv Nó hơi đắng do các yếu tố như sản xuất từ lá phía dưới của cây chè, terroir (tập hợp của tất cả các yếu tố môi trường có thể ảnh hưởng đến một vụ mùa) thời điểm thu hoạch hoặc quá trình sản xuất.

Nhìn chung, matcha đắt tiền so với các hình thức trà xanh khác, mặc dù giá của nó phụ thuộc vào chất lượng của nó. Các hạng cao hơn sẽ có vị ngon hơn do các phương pháp sản xuất và lá non được sử dụng, và do đó chúng có hương vị tinh tế hơn, và phù hợp hơn để được thưởng thức như trà.
Giống như các dạng khác của trà xanh, tất cả các loại matcha đều có những lợi ích và rủi ro sức khỏe tiềm ẩn liên quan đến cây Camellia sinensis (bằng chứng lâm sàng trên con người vẫn còn hạn chế), trong khi hàm lượng dinh dưỡng thay đổi tùy theo khí hậu, mùa, thực hành trồng trọt, giống cây trồng, phương pháp sản xuất và tuổi của lá, tức là vị trí của lá trên chồi thu hoạch. Nồng độ catechin phụ thuộc nhiều vào tuổi lá (chồi lá và lá thứ nhất giàu EGCG), nhưng nồng độ catechin cũng khác nhau rất nhiều giữa các giống cây và liệu cây có được trồng trong bóng râm hay không.
Thành phần hóa học của các loại matcha khác nhau đã được nghiên cứu, với kết quả cho thấy loại matcha hạng càng thấp thì hàm lượng caffeine, amino acid tự do, theanine và vitamin C càng giảm.
Một nghiên cứu khác đã kiểm tra các thành phần hóa học của tencha (từ đó tạo nên matcha) và cho thấy các loại trà cao cấp chứa lượng lớn amino acid tổng số, theanine và các amino acid riêng lẻ khác. Mặt khác, các loại trà cao cấp có chứa tổng lượng catechin thấp hơn so với các loại trà cấp thấp hơn (epigallocatechin (EGC) và epicatechin (EC) có hàm lượng cao hơn trong các loại trà hạng thấp hơn, trong khi đó các loại epigallocatechin gallate (EGCG) và epicatechin gallate (EGCG)) dường như không tương quan với cấp trà), với kết luận rằng tỷ lệ EGCG / EGC phản ánh chất lượng của matcha hiệu quả hơn so với hàm lượng EGC hoặc tổng hàm lượng catechin. Mối quan hệ giữa cấp độ của tencha và caffeine có vẻ thấp. Hàm lượng chất diệp lục cao hơn trong các loại trà cao cấp hơn với một vài ngoại lệ, có khả năng liên quan đến sắc thái mạnh được sử dụng để thu hái tencha chất lượng cao.
Nghiên cứu cũng kiểm tra các thành phần hóa học của matcha hạng cao nhất, matcha cấp công nghiệp (đề cập đến các loại trà bột được sử dụng trong công nghiệp thực phẩm và nấu ăn, và dán nhãn matcha), và các mẫu trà xanh bột khác (như sencha và gyokuro).
Giá của matcha công nghiệp là 600 ¥/ 100g, còn giá của matcha nghi lễ là ＞ 3.000 ¥/ 100g. Mặt khác, giá trà xanh bột là ＜ 600 ¥/ 100g. Giá dao động từ 8.100 ¥/ 100g (hạng dùng cho nghi thức) đến 170 ¥/ 100g (sencha bột). Loại matcha trong các nghi lễ trà được đặc trưng bởi hàm lượng cao của theanine (＞ 1,8g / 100g) và tỷ lệ cao của EGCG / EGC (＞ 3,2g / 100g).
Đối với các mẫu matcha công nghiệp và trà xanh dạng bột, hàm lượng theanine và tỷ lệ EGCG/ EGC lần lượt là ＜ 1,7g / 100g và ＜ 3,3g / 100g. Hàm lượng chất diệp lục của matcha dùng trong các nghi lễ trà là ＞ 250 mg / 100g, và hầu hết các mẫu khác là mg 260 mg / 100g. Mặc dù không có sự khác biệt giữa hàm lượng theanine và tỷ lệ EGCG / EGC của matcha cấp công nghiệp và trà xanh dạng bột, nhưng hàm lượng chất diệp lục trong matcha cấp công nghiệp có xu hướng cao hơn so với trà xanh dạng bột.

### Vị trí trên bụi cây trà
Vị trí lá được hái trên bụi cây trà được xác định để làm ra tencha sẽ có vai trò quyết định các loại matcha khác nhau.
Các lá non đang phát triển trên ngọn cây, mềm và dẻo, được sử dụng cho các loại matcha hạng cao hơn, đem lại hương vị và thành phẩm mịn hơn. Đối với các lớp dưới thấp, lá già phát triển hơn được sử dụng, thành phẩm bột cuối cùng sẽ giống cát và hương vị hơi đắng.

### Xử lý trước khi chế biến
Theo truyền thống, lá sencha được phơi khô bên ngoài trong bóng râm và không để ánh sáng mặt trời chiếu trực tiếp; tuy nhiên, bây giờ công đoạn phơi hầu hết được chuyển vào trong nhà. Chất lượng matcha có màu xanh lá cây rực rỡ do kết quả của quá trình này.

### Nghiền bằng đá
Nếu không có thiết bị và kỹ thuật chính xác, matcha có thể bị "cháy" và bị suy giảm chất lượng. Điển hình ở Nhật Bản, nó được nghiền thành bột mịn thông qua việc sử dụng các cối xay bằng đá granite được thiết kế đặc biệt.

### oxy hóa
oxy hóa cũng là một yếu tố trong việc xác định thứ hạng thành phẩm. Matcha tiếp xúc với oxy có thể dễ dàng bị biến đổi. matcha đã oxy hóa có mùi giống như cỏ khô và màu xanh lá cây xỉn màu.

## Chuẩn bị theo truyền thống

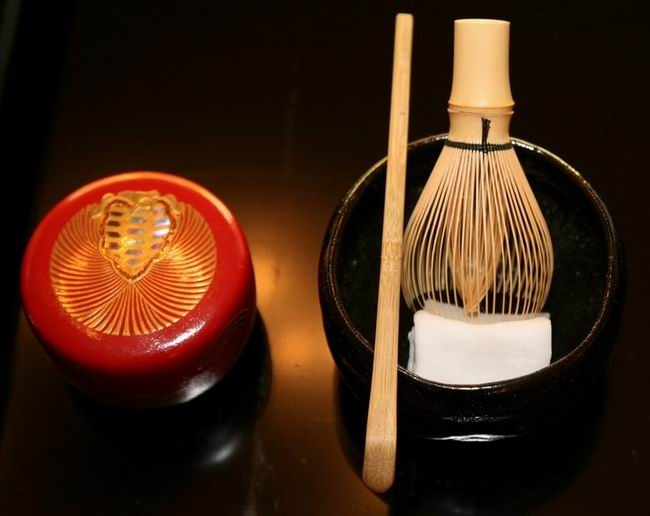
Một bộ ba món để làm matcha, gồm chổi khuấy (chasen), bát (chawan) và thìa xúc trà (chashaku).

Hai cách chính để chuẩn bị matcha loãng thin (薄茶 usucha) và đặc ít phổ biến hơn thick (濃茶 koicha).
Trước khi sử dụng, matcha thường được lọc qua một cái rây để tránh vón cục. Những chiếc sàng đặc biệt có sẵn để dùng trong công đoạn này, thường là thép không gỉ và kết hợp một sàng lưới thép tốt và một hộp đựng tạm thời. Một thìa gỗ đặc biệt được sử dụng để ép trà qua rây, hoặc một hòn đá nhỏ, mịn có thể được đặt trên rây và dụng cụ này lắc nhẹ nhàng.
Nếu sử dụng matcha đã rây qua trong một buổi trà đạo Nhật Bản, thì sẽ được đặt trong một hộp trà nhỏ được gọi là chaki. Nếu không thì có thể được múc trực tiếp trên sàng vào một cái bát (chawan).
Khoảng 2-4 g matcha được đặt vào bát, sử dụng muỗng tre truyền thống gọi là chashaku, và sau đó cho thêm vào khoảng 60–80 ml nước nóng.
Trong khi các loại trà hảo hạng khác của Nhật Bản như gyokuro được pha chế sử dụng nước nguội ở nhiệt độ 40 °C, thì ở Nhật Bản, matcha thường được pha với nước ngay dưới điểm sôi. dù các mức nhiệt thấp từ 70–85 °C hoặc 158–185 °F tương tự được khuyến nghị.
Hỗn hợp nước và bột trà được đánh tan hoàn toàn, sử dụng một cái chổi tre được gọi là chasen, không để bột trà vón cục trong nước và không nên uống trà xay ở hai bên thành bát. Bởi vì matcha có thể có vị đắng, theo truyền thống được dùng kèm với một chiếc bánh wagashi nhỏ (ăn bánh trước khi uống), nhưng không thêm sữa hoặc đường. Khoảng 40 g matcha pha được 20 bát usucha hoặc 10 bát koicha:
Usucha hay trà loãng, được pha chế với khoảng 1.75 g (tương đương 1,5 muỗng chashaku, hoặc khoảng nửa muỗng cà phê) matcha và khoảng 75 ml (2.5 oz) nước nóng mỗi khẩu phần, có thể được đánh bông để tạo bọt hoặc không, theo sở thích của người uống (hoặc theo truyền thống của trường phái trà đặc biệt). Usucha tạo ra một loại trà hơi đắng và nhẹ hơn.
Koicha là trà đặc, đòi hỏi nhiều matcha hơn (thường là gấp đôi bột và giảm một nửa nước): khoảng 3.75 g (lên tới 3 muỗng  chashaku , hoặc khoảng một muỗng cà phê) matcha và 40 ml (1.3 fl oz) nước nóng mỗi khẩu phần, hoặc nhiều nhất là 6 muỗng cà phê đến 3/4 cốc nước. Bởi vì bát nước thu được đặc hơn đáng kể (chất lỏng có độ đặc tương tự như mật ong), nên việc dùng chổi đánh tan đòi hỏi chuyển động chậm hơn, không tạo ra bọt. Koicha thường được làm bằng matcha đắt tiền hơn từ những cây trà lâu năm (hơn 30 năm), do đó tạo ra một loại trà nhẹ và ngọt hơn so với usucha; và được phục vụ gần như độc quyền như một phần của nghi lễ trà đạo Nhật Bản.

## Bộ đồ uống trà cơ bản
Các dụng cụ cần có khi uống matcha gồm:
Trà oản (茶碗 chawan)
Bát đủ lớn để đánh tan trà bột vào khoảng 120 mililít (4 fl oz Mỹ)
Trà tiển (茶筅 chasen)
Một chiếc chổi tre trơn bóng dùng để khuấy tan bột và tạo bọt trà
Trà thược (茶杓 chashaku, còn gọi là muỗng trà)
Một thìa tre để đong trà bột vào bát, không giống như muỗng cà phê của phương Tây
Tảo (棗 natsume)
Một chiếc hộp đựng bột trà
Trà cân (茶巾 chakin)
Một miếng vải cotton nhỏ để làm sạch dụng cụ pha trà trong buổi trà đạo

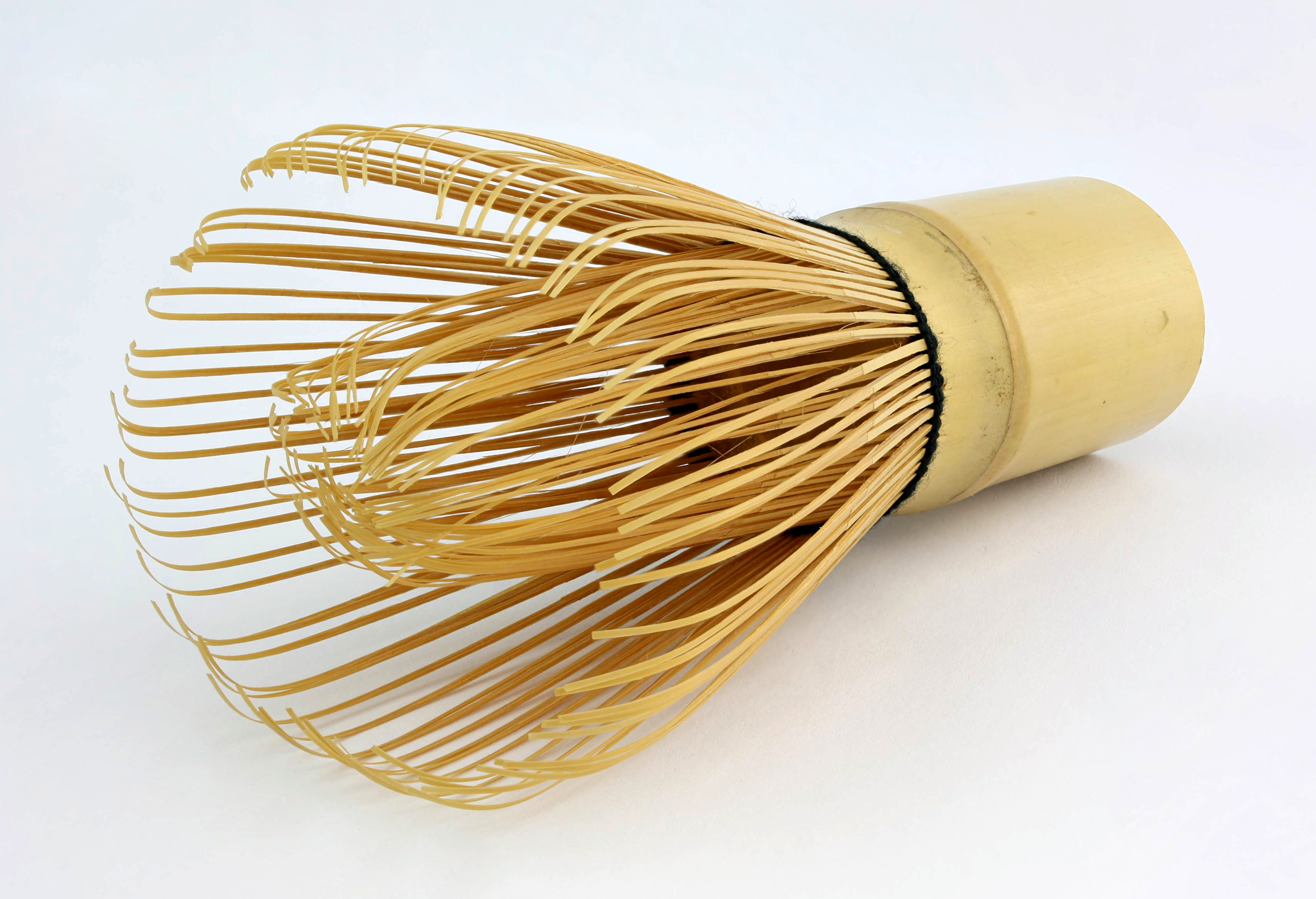
Chổi khuấy mạt trà hay còn gọi là chasen
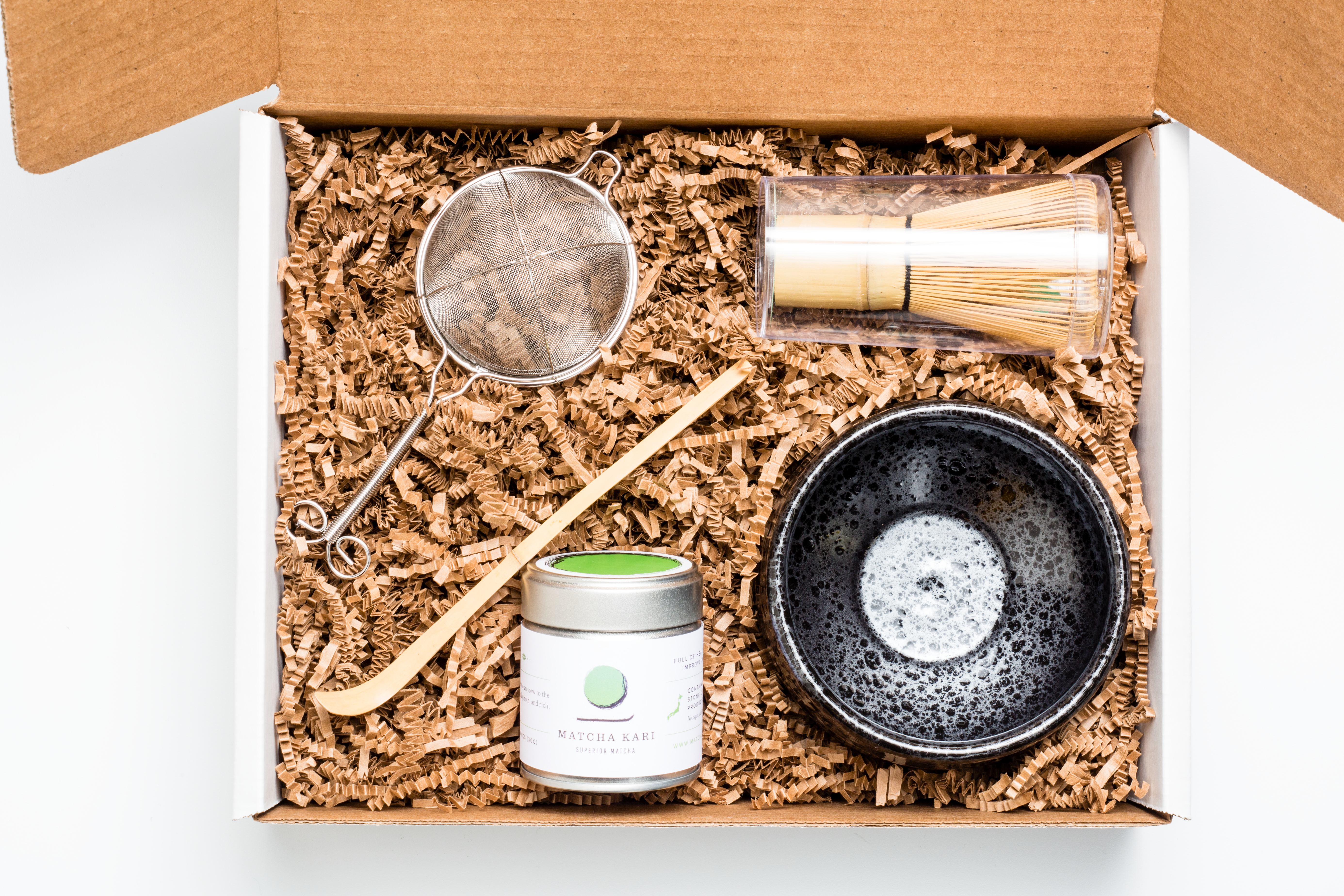
Bộ đồ pha trà hiện đại

## Thực phẩm
matcha được sử dụng trong các món bánh như Kasutera, manjū và monaka (gồm hai miếng bánh quế mochi kẹp lại, nhân giữa bên trong là đậu đỏ); làm topping cho món đá bào (kakigōri); trộn với sữa và đường như một thức uống; và trộn với muối và được sử dụng để tạo hương vị tempura trong một hỗn hợp được gọi là matcha-jio. Ngoài ra cũng được sử dụng làm hương liệu trong nhiều loại sôcôla, kẹo và món tráng miệng kiểu phương Tây, như bánh ngọt và bánh ngọt, bao gồm cả bánh bông lan cuộn (Swiss roll) và bánh pho mát, bánh quy, bánh pudding, bánh mousse và kem trà xanh.
Sữa chua đông lạnh Matcha được bán trong các cửa hàng và có thể được làm tại nhà bằng sữa chua Hy Lạp. Các món ăn nhẹ Nhật Bản như bánh pocky và Kit Kats có phiên bản hương vị matcha. Nó cũng có thể được trộn vào các hình thức khác của trà. Ví dụ, nó được thêm vào genmaicha để tạo thành matcha-iri genmaicha (nghĩa đen là gạo lứt rang và trà xanh có thêm matcha).
Việc sử dụng matcha trong đồ uống hiện đại cũng đã lan sang các quán cà phê tại Bắc Mỹ, chẳng hạn như Starbucks, nơi giới thiệu "latte trà xanh" và các loại đồ uống có hương vị matcha khác sau khi họ thành công ở các cửa hàng Nhật Bản. Như ở Nhật Bản, đã được tích hợp vào cà phê latte, đồ uống đá, sữa lắc và sinh tố.

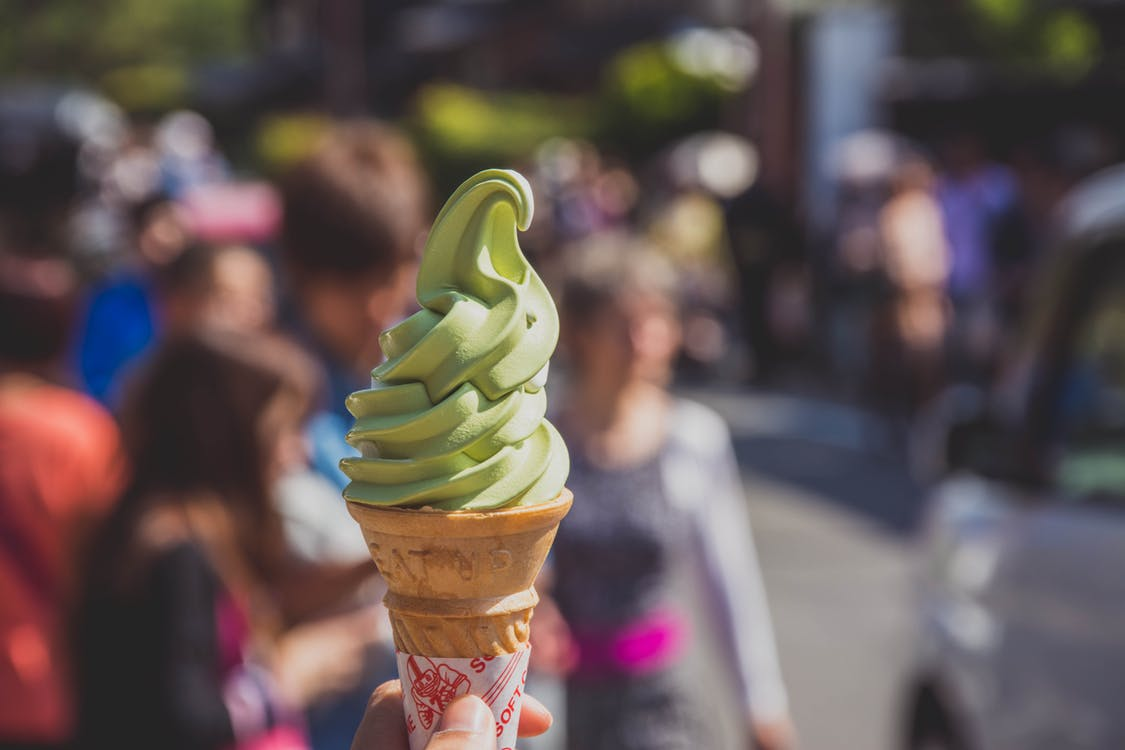
Kem ốc quế matcha
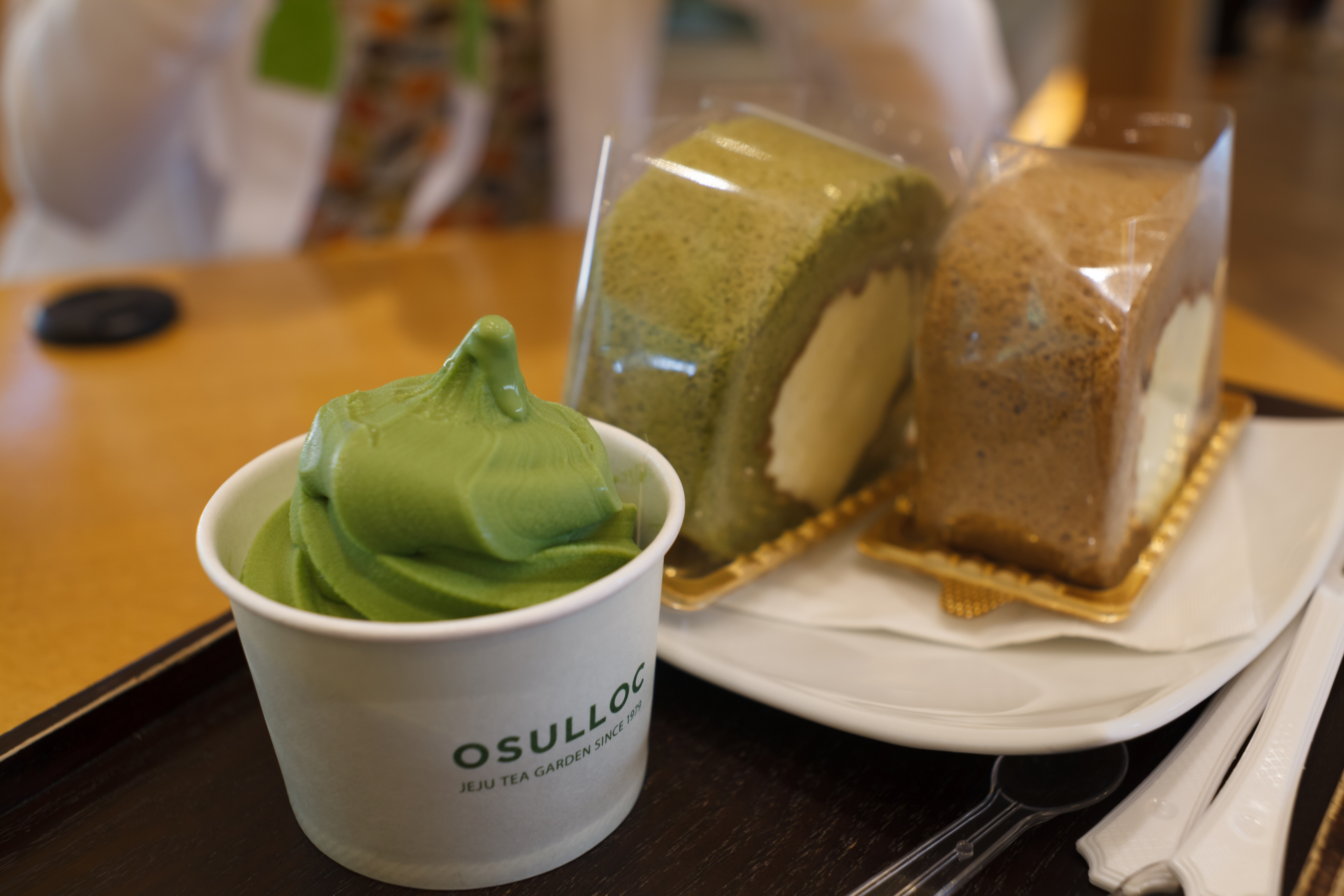
Kem matcha cùng với bánh cuộn
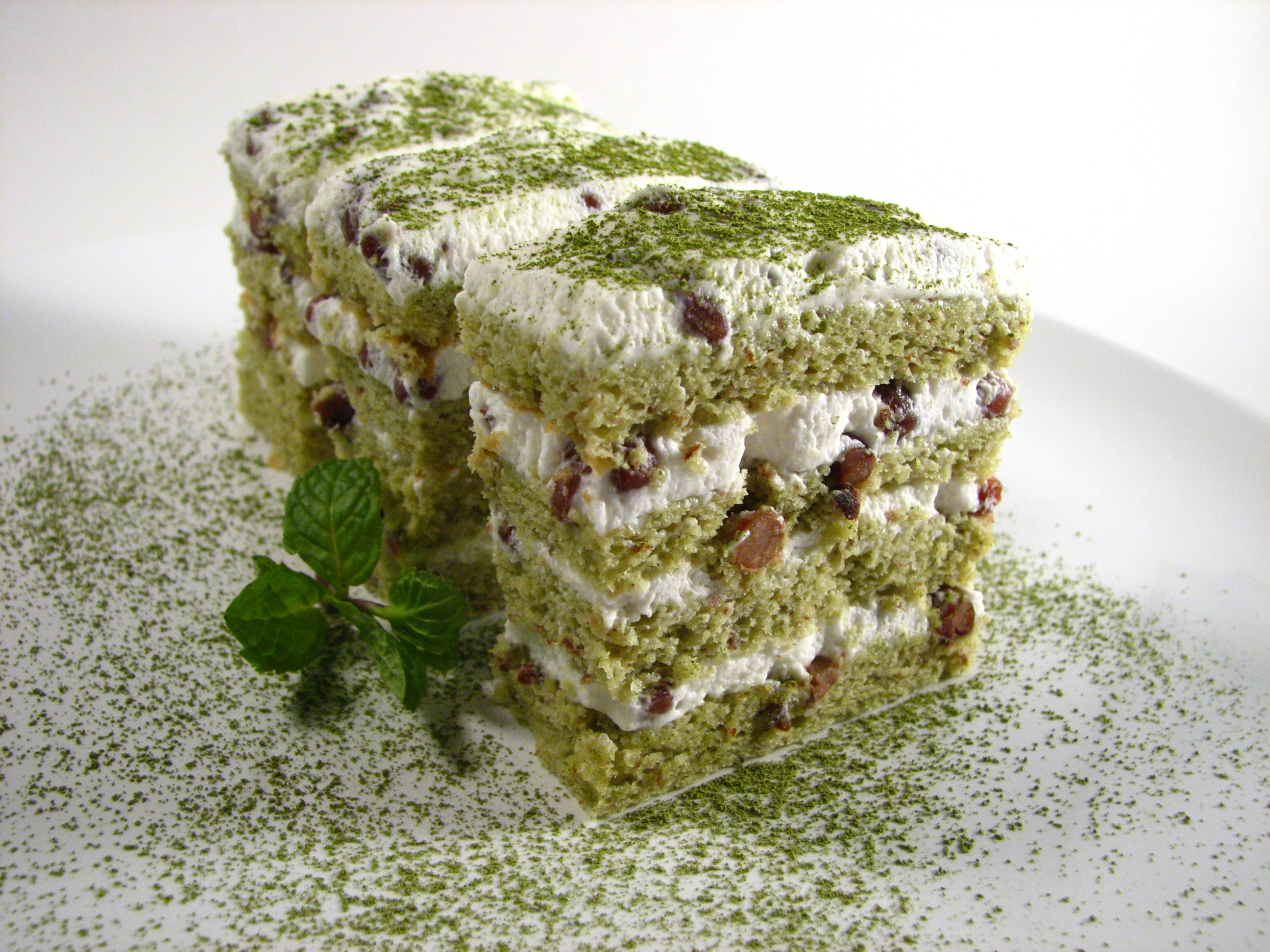
Bánh gatô matcha
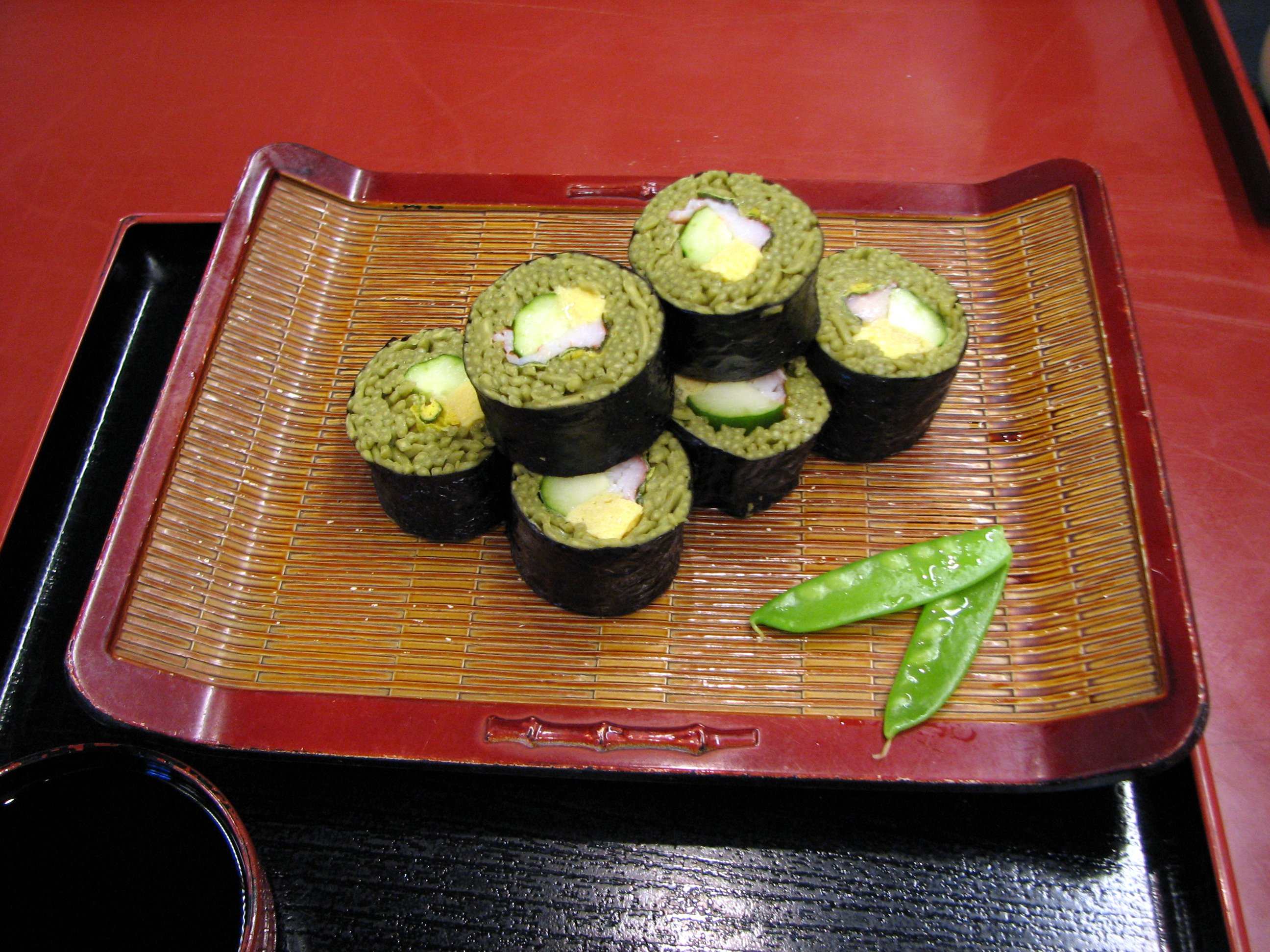
Cuộn Cha-soba sushi
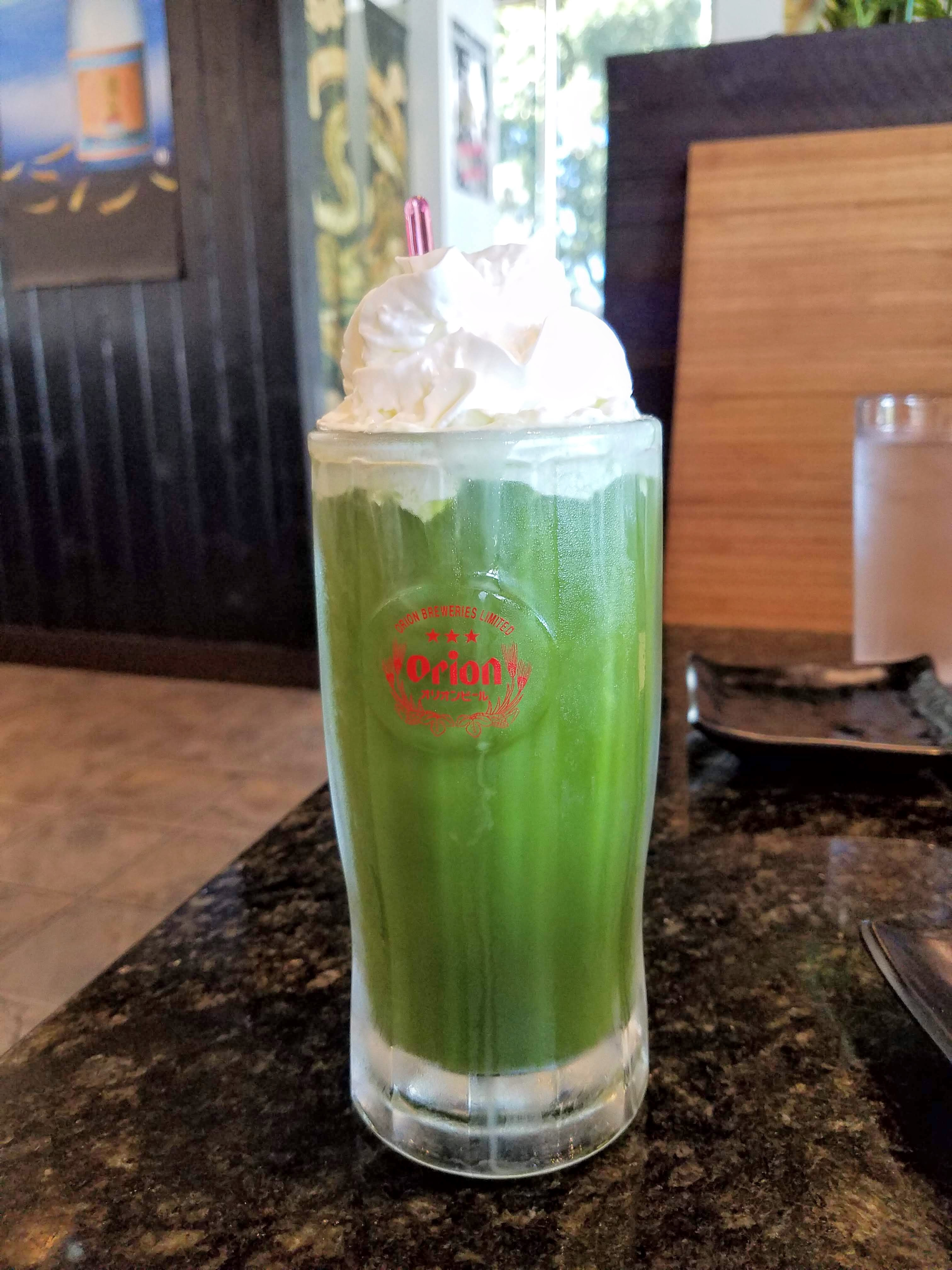
Cà phê matcha ủ lạnh nitro bên trên có kem tươi
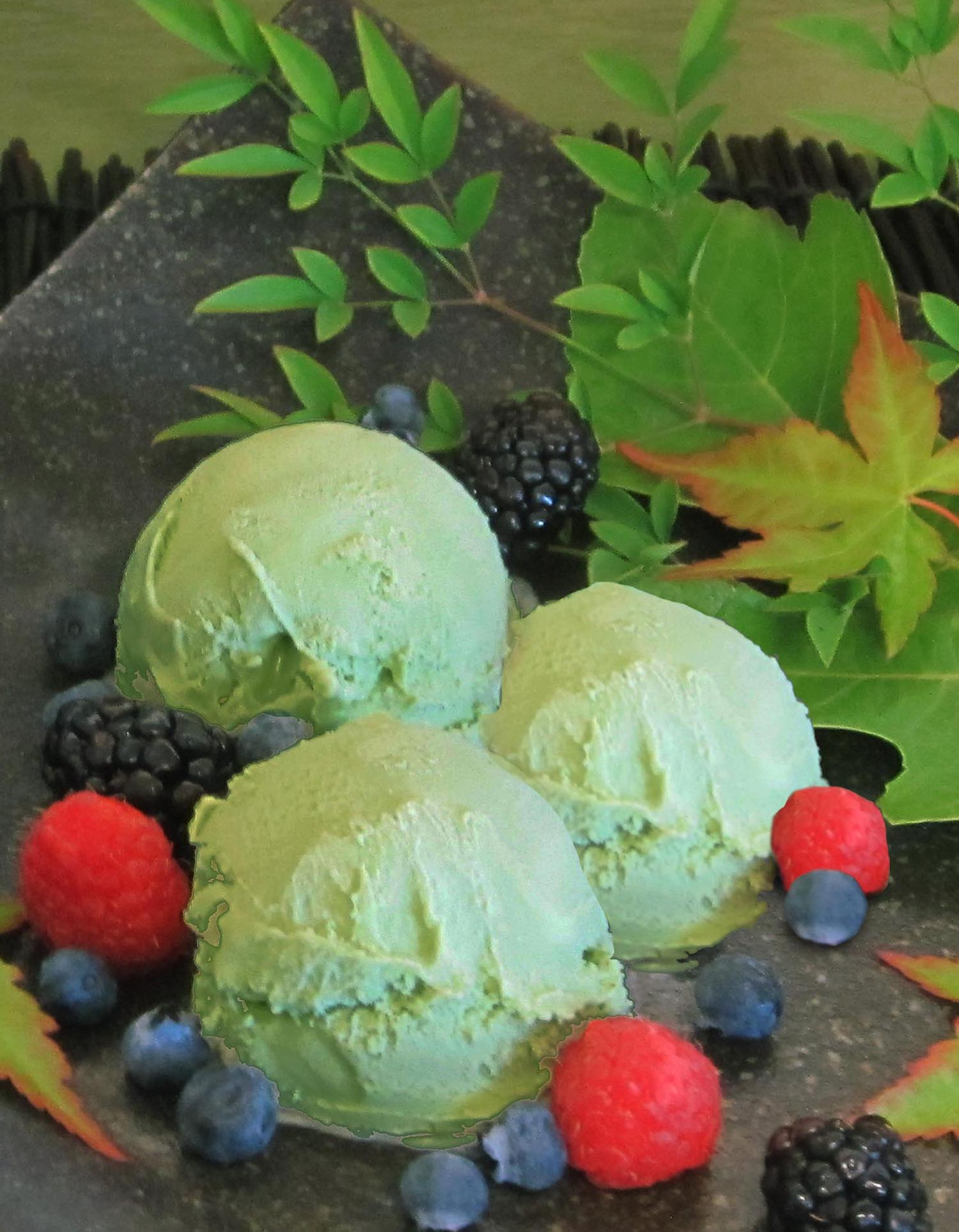
Kem trà xanh dùng kèm với quả mọng
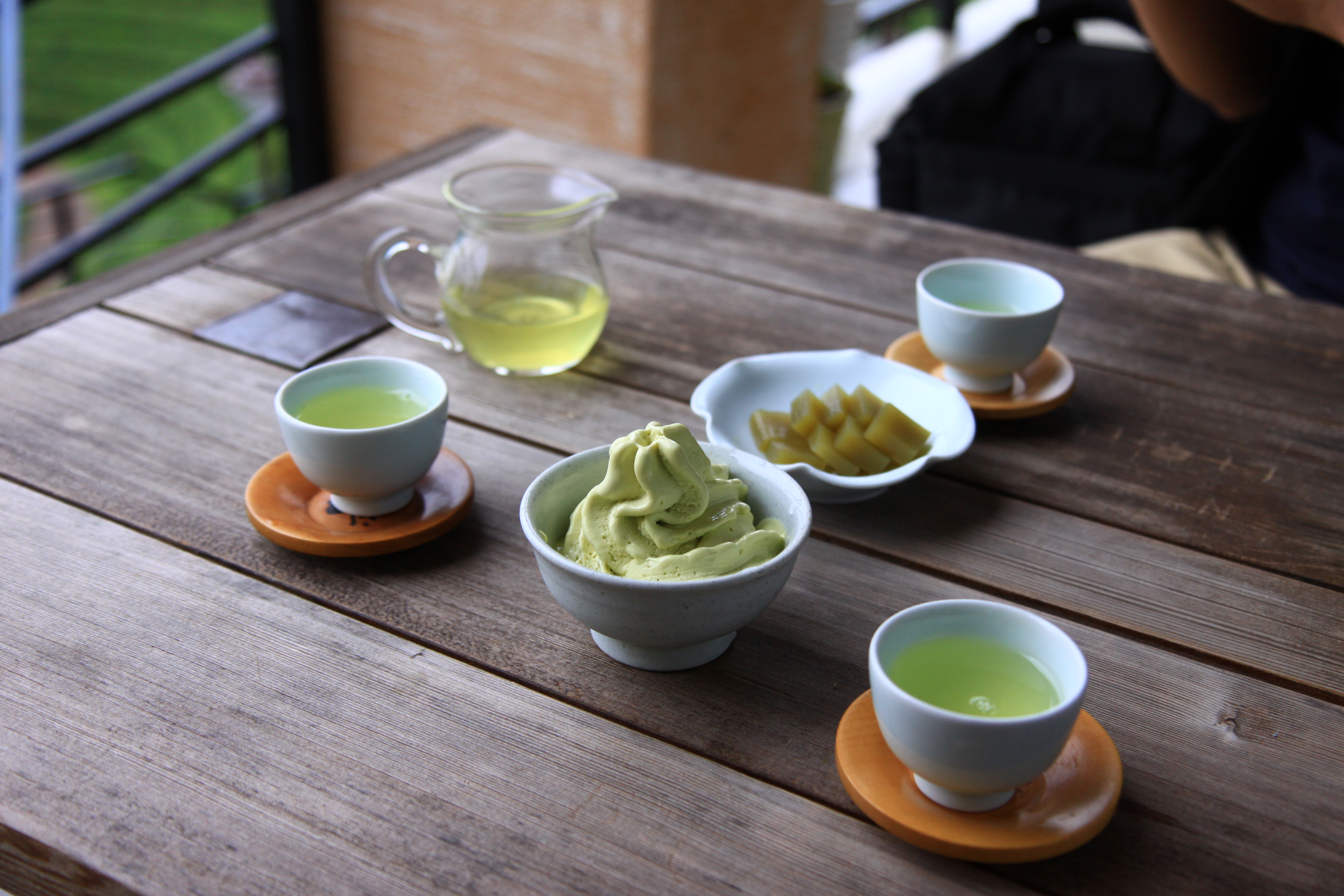
Trà xanh Boseong, kem trà xanh và trà xanh yanggaeng (thạch đậu đỏ)
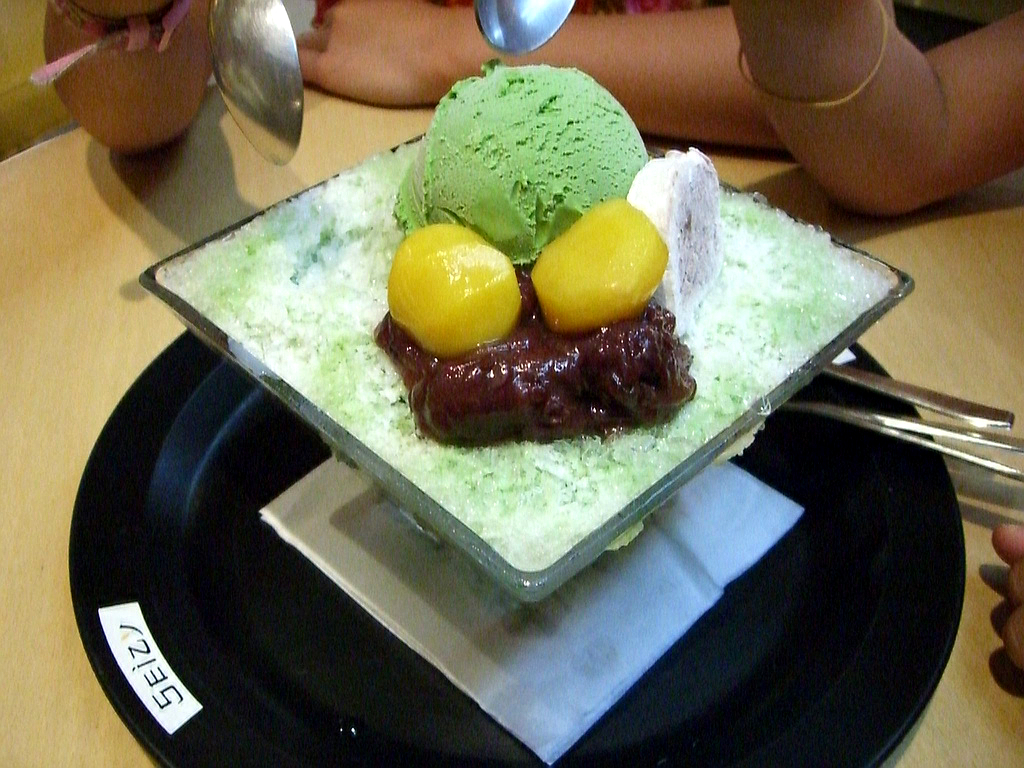
Món bingsu trà xanh và đậu đỏ
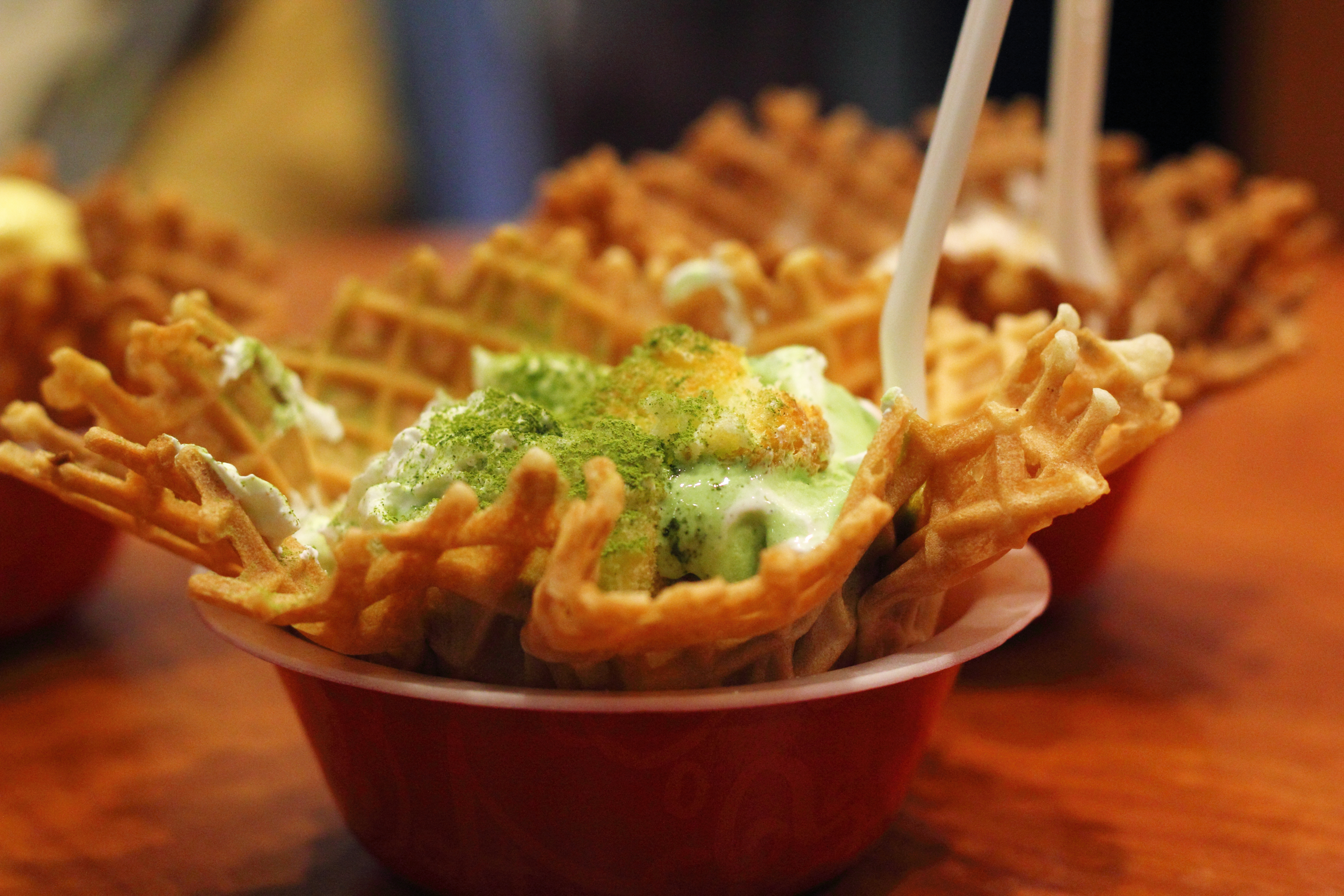
Kem trà xanh tại Nagareyama, tỉnh Chiba, Nhật Bản
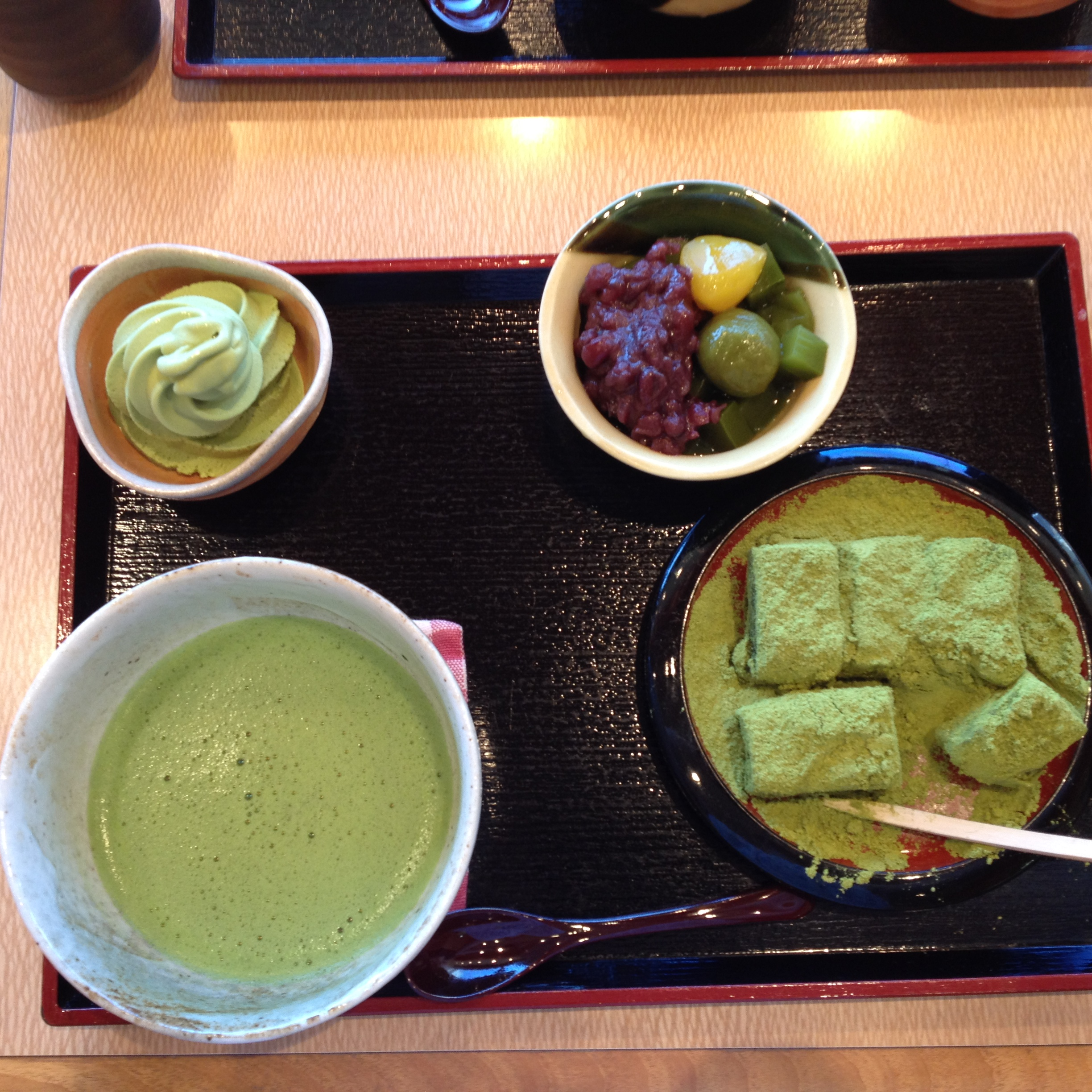
Ứng dụng của bột mạt trà với nhiều loại đồ ăn và đồ uống khác nhau